# NGC 3211
NGC 3211 je planetna maglica u zviježđu Kobilici.

## Vanjske poveznice
- SEDS: NGC 3211
- (eng.) Revidirani Novi opći katalog
- (eng.) Izvangalaktička baza podataka NASA-e i IPAC-a
- (eng.) Astronomska baza podataka SIMBAD
- (eng.) VizieR